# Matrimonio igualitario en el Territorio Antártico Británico
El matrimonio entre personas del mismo sexo es legal en el Territorio Antártico Británico desde el 13 de octubre de 2016. El 13 de octubre, el comisionado Peter Hayes proclamó una nueva ordenanza sobre el matrimonio que armoniza la legislación territorial con la vigente en Inglaterra y Gales, legalizando el matrimonio entre personas del mismo sexo para las parejas en el Territorio Antártico Británico.

## Antecedentes
En 1908, el Reino Unido declaró la soberanía sobre Georgia del Sur, las Islas Sandwich del Sur, las Islas Shetland del Sur, las Islas Orcadas del Sur y la Tierra de Graham. En 1917, el Reino Unido modificó su reclamo para incluir todo el territorio en el sector que se extiende hasta el Polo Sur. Los territorios fueron administrados como Dependencias de las islas Malvinas. El Territorio Antártico Británico, que comprende la Península Antártica con un sector que se extiende hasta el Polo Sur, las Islas Shetland del Sur y las Islas Orcadas del Sur, se formó y se convirtió en su propio territorio independiente en 1962 con la promulgación de la Orden del Consejo del Territorio Antártico Británico de 1962.
La Orden del Territorio Antártico Británico de 1989, promulgada por el Consejo Privado en mayo de 1989, prevé un jefe de gobierno en el territorio, conocido como comisionado del Territorio Antártico Británico. El comisionado puede dictar leyes, conocidas como ordenanzas, que abarquen diferentes aspectos de la vida en el territorio, incluido el sistema judicial, los impuestos, la asignación de fondos públicos, el medio ambiente y el matrimonio. En lo que respecta a materias no cubiertas por la legislación local, se aplica en el territorio la ley vigente en Inglaterra y Gales, de conformidad con la Ordenanza sobre la Administración de Justicia de 1990.

## Ley de matrimonio entre personas del mismo sexo
En julio de 2016, el comisionado Peter Hayes publicó un borrador de una nueva ordenanza sobre el matrimonio para derogar la Ordenanza sobre el Matrimonio de 1990. En un informe que explica los motivos de la nueva ordenanza, el Ministerio de Relaciones Exteriores y de la Mancomunidad de Naciones escribió que "importa disposiciones de la ley de Inglaterra en en relación con la capacidad para contraer matrimonio y los requisitos para el consentimiento, es esta disposición, junto con otros artículos reformados, la que permitiría a personas del mismo sexo contraer matrimonio en el Territorio". El matrimonio entre personas del mismo sexo es legal en Inglaterra y Gales desde el 13 de marzo de 2014, tras la promulgación de la Ley de Matrimonio (Parejas del Mismo Sexo) de 2013, que recibió la aprobación real de la reina Isabel II el 17 de julio de 2013.
El borrador estuvo bajo consulta entre el 2 de agosto y el 30 de septiembre de 2016. La ordenanza fue proclamada por el comisionado Hayes el 13 de octubre de 2016 y entró en vigor de inmediato. Junto con las secciones reformadas que permiten casarse a parejas del mismo sexo, la ordenanza facilitó la concertación de matrimonios en el territorio. Los matrimonios son solemnizados por funcionarios matrimoniales, nombrados por el comisionado, en "cualquier lugar que el funcionario matrimonial considere adecuado", ya sea dentro del territorio o a bordo de un barco dentro de aguas territoriales. Si los contrayentes son ciudadanos británicos, el matrimonio será reconocido automáticamente en el Reino Unido.
El primer matrimonio entre personas del mismo sexo en el territorio tuvo lugar el 24 de abril de 2022 entre Eric Bourne y Stephen Carpenter a bordo del RRS Sir David Attenborough, cerca de la Estación de Investigación Rothera en la isla Adelaida. El primer matrimonio lésbico se produjo el 14 de febrero de 2023 entre Sarah y June Snyder-Kamen en Bongrain Point, en la isla Pourquoi Pas.